# Aswath Damodaran
Aswath Damodaran, né en septembre 1957, est un professeur de finance à la Stern School of Business de l'université de New York, où il enseigne la finance d'entreprise et l'évaluation des actions.
Il est surtout connu comme l'auteur de plusieurs publications universitaires faisant référence sur la valorisation, la finance d'entreprise et la gestion des investissements. Celles-ci font qu'il est parfois surnommé le « doyen de la valorisation »,.
Il fournit également des données fondamentales complètes et régulièrement mises à jour à des fins d'évaluation,.